# Прем'єр-міністр Ємену
Прем'єр-міністр Ємену — глава уряду, на посаду призначається президентом терміном на шість років і має бути схвалений двома третинами Парламенту, цю посаду можуть займати тільки мусульмани.

## Список прем'єр-міністрів
- Айдар абу Бакр аль-Аттас — 22 травня 1990 — 9 травня 1994 (Єменська соціалістична партія)
- Мухаммед Саїд аль-Аттар — 9 травня 1994 — 6 жовтня 1994 (Загальний народний конгрес)
- Абдул Азис Абдул Гані — 6 жовтня 1994 — 14 травня 1997 (Загальний народний конгрес)
- Фарах Саїд Вин Ганем — 14 травня 1997 — 29 квітня 1998 (безпартійний)
- Абдул Карім али аль-Ірьяні — 29 квітня 1998 — 7 квітня 2001 (Єменська соціалістична партія)
- Абдул Кадер Бахамал — 7 квітня 2001 — 7 квітня 2007 (Єменська соціалістична партія)
- Алі Мухаммед Мухавар — 7 квітня 2007 — 10 грудня 2011 (Єменська соціалістична партія)
- Мухаммед Басіндава — 10 грудня 2011 — 9 листопада 2014 (безпартійний)
- Халед Баха — 9 листопада 2014 — 3 квітня 2016 (Загальний народний конгрес)
- Ахмед Обейд бен Дагр — 4 квітня 2016 — 15 жовтня 2018 (Загальний народний конгрес)
- Маїн Абдель-Малік Саїд — 18 жовтня 2018 — 5 лютого 2024 (Загальний народний конгрес)
- Ахмед Авад бін Мубарак — з 5 лютого 2024